# Granja (stacja kolejowa)
Granja (port. Estação Ferroviária de Granja) – stacja kolejowa w gminie Vila Nova de Gaia, w regionie Północ, w Portugalii. Znajduje się na Linha do Norte.
Stacja jest obsługiwana przez pociągi CP Urbanos do Porto.

## Charakterystyka
Stacja znajduje się na Rua da Estação dos Caminhos de Ferro w São Félix da Marinha.
W styczniu 2011 roku stacja posiadała 3 tory, o długości od 600 do 710 m i 2 perony o długości 245 i 260 metrów i 70–35 cm wysokości..

## Historia
Linia między stacjami Vila Nova de Gaia i Estarreja, która została wybudowana przez Companhia dos Caminhos de Ferro Portugueses, otwarto w dniu 8 lipca 1863.
Po inauguracji odcinku Estarreja – Taveiro w dniu 10 kwietnia 1864 roku otwarto połączenia między Vila Nova de Gaia i Coimbrą, które zatrzymywały się na różnych stacjach po drodze, w tym w Granja.

## Linie kolejowe
- Linha do Norte